# خرگوش جهنده دم‌سیاه
خرگوش جهنده دم‌سیاه یا خرگوش جهنده کالیفرنیایی (نام علمی: Lepus californicus) نام یک گونه از سرده خرگوش صحرایی است.